# Temporada de ciclones no Índico Norte de 2023
A temporada de ciclones no Índico Norte de 2023 foi uma temporada mortal e acima da média, tornando-se a temporada mais mortal desde 2017, principalmente devido ao Ciclone Mocha. Com a formação de nove depressões e seis tempestades ciclónicas, tornou-se a temporada mais ativa, destacando a segunda com a energia ciclônica acumulada (ECA) no registo apenas atrás de 2019. Também teve o maior número de tempestades ciclónicas extremas no registo, empatando com 1999 e 2019. A temporada de ciclones no Índico Norte não tem limites oficiais, mas os ciclones tendem a se formar entre abril e dezembro, com pico de maio a novembro. Essas datas delimitam convencionalmente o período de cada ano em que a maioria dos ciclones tropicais se forma no norte do Oceano Índico. Mesmo assim um ciclone pode se formar em qualquer altura do ano mostrado por uma depressão sem nome que afetou Sri Lanka em janeiro e fevereiro.
O escopo deste artigo está limitado ao Oceano Índico no Hemisfério Norte, a leste do Chifre da África e a oeste da Península da Malásia. Existem dois mares principais no norte do Oceano Índico — o Mar Arábico a oeste do subcontinente indiano, abreviado ARB pelo Departamento Meteorológico da Índia (IMD); e a Baía de Bengala a leste, abreviada como BOB pelo IMD.
O Centro Meteorológico Regional Especializado oficial nesta bacia é o Departamento Meteorológico da Índia (IMD), enquanto o Joint Typhoon Warning Center (JTWC) divulga alertas não oficiais. Em média, três a quatro tempestades ciclónicas se formam nesta bacia a cada temporada.

## Resumo sazonal

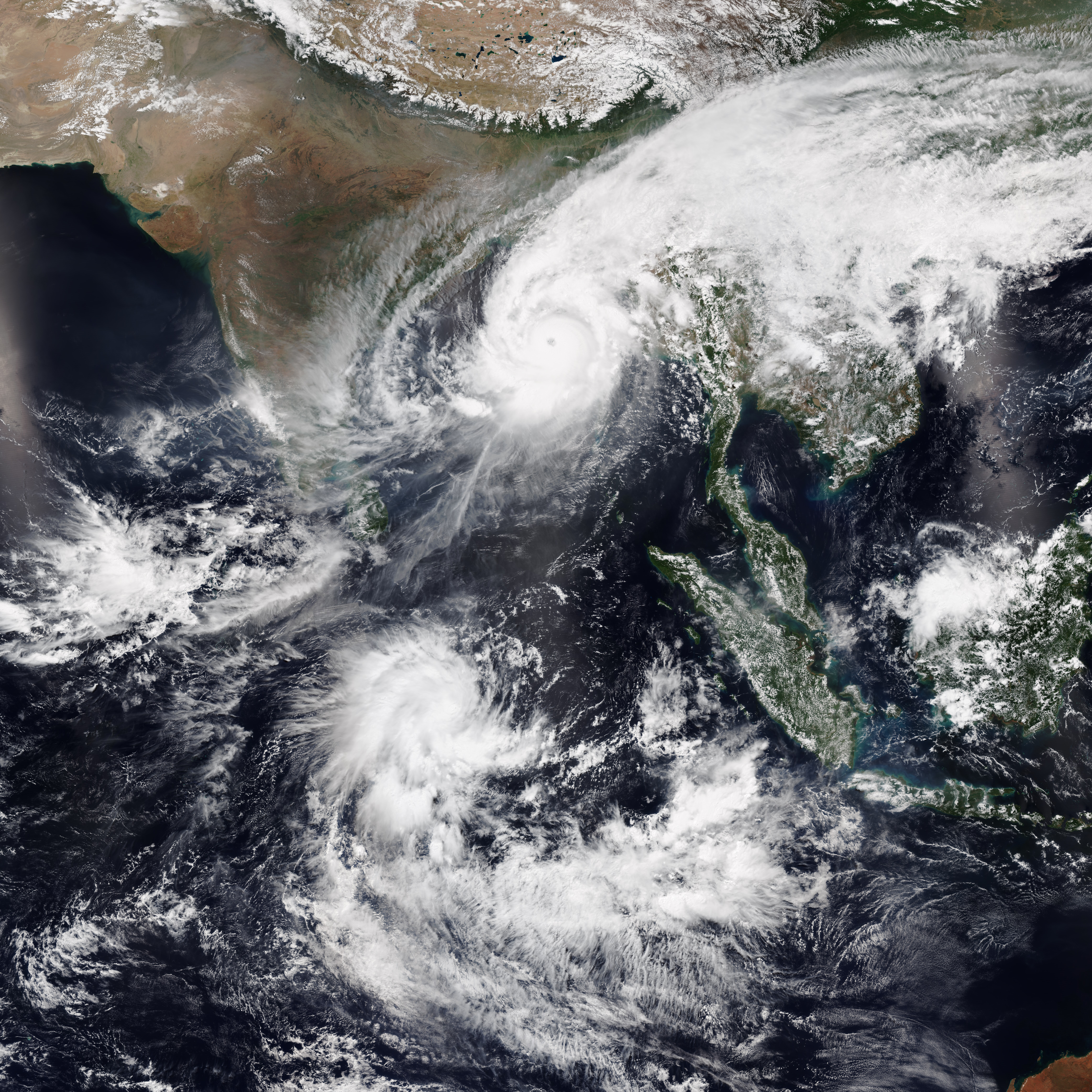
Tempestade ciclônica extremamente severa Mocha e um distúrbio abaixo do equador que mais tarde se tornaria o Ciclone tropical intenso Fabien on em 13 de maio.

Perto do final de janeiro, formou-se uma depressão tropical classificada como BOB 01, tornando-se a primeira tempestade na bacia. A formação da tempestade faz com que seja a primeira vez desde 2019 que uma tempestade se desenvolva no mês de janeiro na bacia. BOB 01 teve vida curta e se dissipou após atingir o Sri Lanka.
Após quase quatro meses de inatividade, o IMD começou a monitorizar uma perturbação localizada na Baía de Bengala em 6 de maio. O sistema melhorou constantemente e foi transformado em depressão pelo IMD, sendo classificado como BOB 02. Logo depois, em 10 de maio, intensificou-se para uma depressão profunda. No dia seguinte, tornou-se uma tempestade ciclónica com o IMD a nomear o sistema Mocha. A tempestade começou a se intensificar rapidamente e atingiu o seu pico de intensidade como um ciclone equivalente à categoria 5 em 14 de maio. Mocha então atingiu a costa ao norte de Sittwe, Mianmar como um ciclone equivalente à categoria 4. O ciclone então enfraqueceu rapidamente e foi observado pela última vez na província chinesa de Yunnan em 15 de maio. O Mocha causou grandes danos em Mianmar e Bangladesh e matou pelo menos 400 pessoas. Em 6 de junho, uma depressão se formou no mar da Arábia, que mais tarde foi chamada de Biparjoy e rapidamente se intensificou para um ciclone equivalente à categoria 1. Em 9 de junho, A tempestade tropical 03B foi designada pelo JTWC na Baía de Bengala. Em 31 de julho, uma zona de baixa pressão transformou-se na tempestade tropical 04B, designada pela JTWC. Em 30 de setembro, o ARB 02 foi formado.

## Sistemas

### Depressão BOB 01
Em 25 de janeiro, formou-se uma circulação ciclónica sobre o Oceano Índico equatorial e a baía adjacente de Bengala. Sob a influência da circulação ciclónica, formou-se em 27 de janeiro uma zona de baixa pressão. Em 29 de janeiro, concentrou-se substancialmente numa zona de baixa pressão bem marcada. Durante o dia seguinte, a bem marcada baixa organizou-se para uma depressão. Posteriormente, a JTWC emitiu um alerta de formação de ciclones tropicais (TCFA) para o sistema. Contudo, o aumento da interação terrestre com o Sri Lanka levou a JTWC a rebaixar a possibilidade de desenvolvimento do sistema para médio e, subsequentemente, a cancelar o seu TCFA. A perturbação enfraqueceu-se finalmente, transformando-se numa pressão muito baixa sobre o Golfo de Mannar, em 2 de fevereiro.

### Tempestade ciclônica extremamente severa Mocha
Uma circulação formou-se em 6 de maio sobre a Baía de bengala como resultado da amplitude da Oscilação Madden–Julian (MJO), de acordo com o IMD. A JTWC também começou a monitorizar o sistema em 7 de maio, marcando a sua convecção a oeste da circulação. Em 9 de maio, o sistema foi atualizado para uma depressão. A JTWC emitiu posteriormente um TCFA sobre o sistema, uma vez que estava situado em temperaturas muito quentes da superfície do mar. Posteriormente, a tempestade intensificou-se para uma depressão profunda às 03:00 UTC de 9 de maio, antes de se atualizar para uma tempestade ciclónica a 11 de maio, alcançando o nome Mocha. A JTWC seguiu o exemplo na atualização do sistema para o estatuto de ciclone tropical no mesmo dia. Mocha intensificou-se rapidamente para uma tempestade ciclónica severa às 12:00 UTC, após atingir ventos de 105 km/h. Depois de formar um olho. Em 12 de maio, Mocha tornou-se uma tempestade ciclónica muito severa. Mocha intensificou-se rapidamente para uma tempestade ciclónica extremamente severa às 18:00 UTC, antes de passar por um ciclo de substituição da parede do olho. Após a conclusão do ciclo em 13 de maio, Mocha intensificou-se para um ciclone tropical equivalente à categoria 4 na escala Saffir–Simpson. Mocha atingiu um pico de intensidade como ciclone tropical equivalente à categoria 5 em 14 de maio, pouco antes da tempestade entrar em condições desfavoráveis. Mocha enfraqueceu antes de atingir a costa perto de Sittwe, em Mianmar. Mocha começou a enfraquecer rapidamente após o landfall do terreno de Mianmar, com o cisalhamento do vento também degradando a tempestade. O sistema baixou para uma depressão em 15 de maio, pouco antes de ser marcado como uma área de baixa pressão. Os restos de Mocha passaram mais tarde por Yunnan e causaram uma nevasca.
O número de mortos pelo ciclone Mocha varia significativamente. ASEAN relatou um total de 145 mortes, enquanto o governo de Unidade Nacional de Mianmar (NUG) afirmou que o Mocha matou pelo menos 463 pessoas, incluindo três mortes indiretas em Bangladesh. O ciclone também feriu 719 pessoas e deixou outras 101 desaparecidas. Causou cerca de 1,5 mil milhões de dólares em danos em Mianmar.

### Tempestade ciclônica extremamente severa Biparjoy
O IMD observou que uma circulação ciclónica, juntamente com uma área de baixa pressão, desovaria no mar da Arábia. No mesmo dia, a JTWC registou igualmente o sistema e emitiu um TCFA no sistema como Invest 92A. Em 6 de junho, o IMD que o sistema tinha formado, e foi-lhe atribuído o identificador de código ARB 01. No mesmo dia, a JTWC começou a emitir avisos sobre o sistema, pelo identificador de código Cyclone 02A. Poucas horas depois, recebeu o seu nome Biparjoy. Ele rapidamente atualizou Biporjoy para o status de tempestade ciclônica muito severa após atingir o equivalente de ciclone tropical categoria 2. Em 10 de junho, o IMD atualizou o Biparjoy para uma tempestade ciclónica extremamente severa às 14:00 UTC. O JTWC também atualizou para um ciclone tropical de categoria 3 ao mesmo tempo.

### Depressão profunda BOB 03
Em 29 de julho, o IMD observou uma circulação ciclónica se formando sobre o norte de Odisha e nas proximidades da Bengala Ocidental. No mesmo dia, registou a formação de uma área de baixa pressão sobre a mesma região e, no dia seguinte, deslocou-se sobre a parte nordeste da Baía de Bengala. Na mesma altura, às 06:00 UTC de 31 de julho, a JTWC designou-o como Invest 95B e deu poucas hipóteses de desenvolvimento.apesar do seu baixo nível de circulação exposto, continuou a intensificar-se e, às 12:00 UTC do mesmo dia, o IMD elevou-o para uma baixa bem marcada. Às 21:00 UTC, A JTWC atualizou-a para uma tempestade tropical designada como 04B e atingiu o pico como uma tempestade de 40 nós. Às 00:00 UTC de 1 de agosto, o IMD atualizou-o para uma depressão designada como BOB 03. Continuou a intensificar-se até à profunda intensidade da depressão ao largo da Costa do Bangladesh e atingiu a costa em Khepupara, no Bangladesh, às 12:00 UTC. A JTWC deixou de emitir avisos até às 06:00 UTC, indicando que atingiu a costa.continuou a mover-se para o leste da Índia, mantendo a intensidade. Ele enfraqueceu em depressão sobre Jharkhand em 2 de agosto 18:00 UTC. Continuou a mover-se para oeste-noroeste, tornou-se uma área de baixa pressão bem marcada sobre Norte Chhattisgarh e região próxima às 12:00 UTC de 3 de agosto.

### Depressão ARB 02
O IMD marcou uma área de baixa pressão ao largo da costa de Konkan e rapidamente evoluiu para uma depressão designada como ARB 02 em 30 de setembro. O ARB 02 atingiu a mesma velocidade e causou fortes chuvas naquele dia. Deslocou-se por terra e, mais tarde, enfraqueceu gradualmente para uma zona de baixa pressão bem marcada pelo IMD em 1 de outubro.

### Outros sistemas

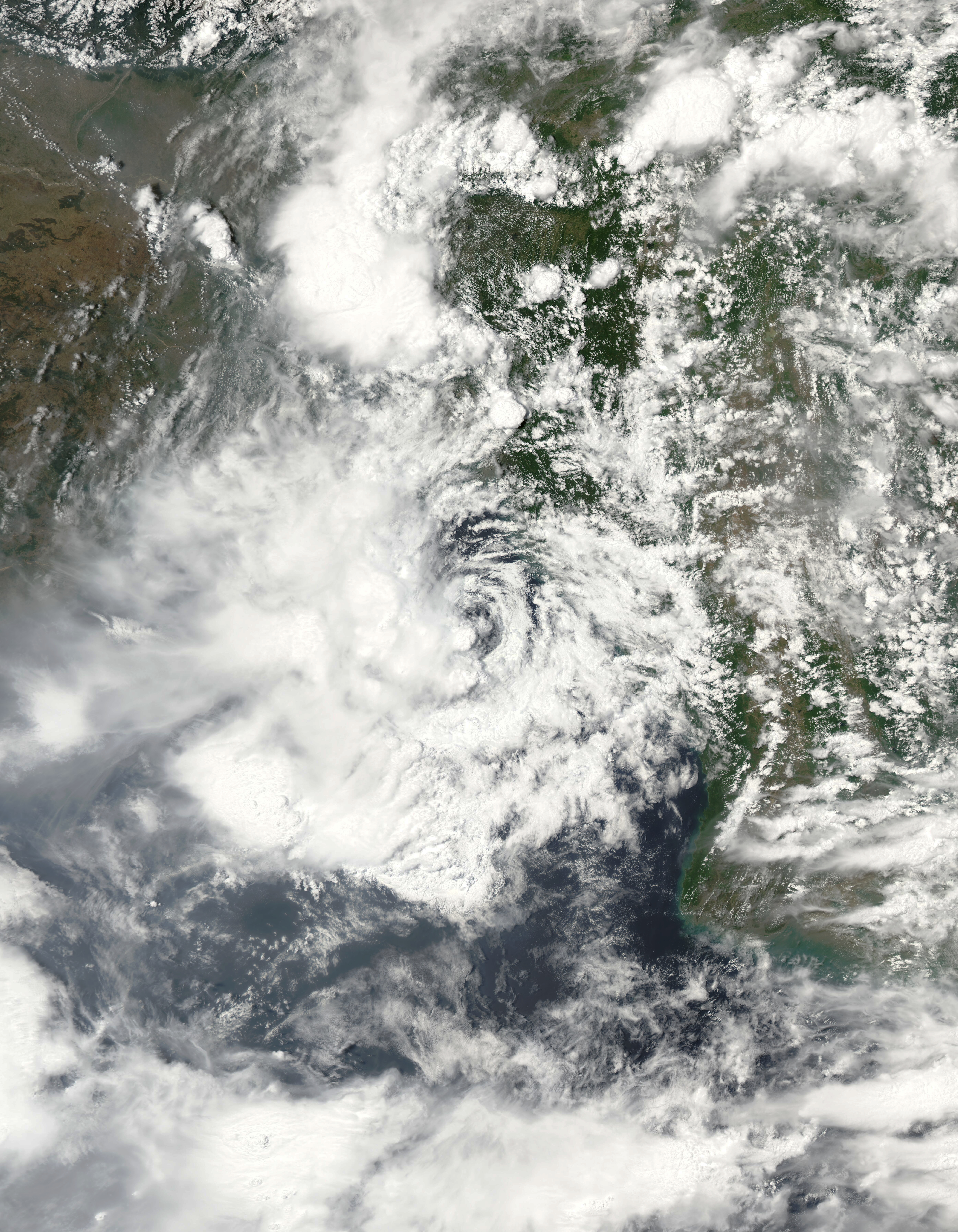
Um ciclone tropical ao largo da costa de Bangladesh em 9 de junho

Sob a influência de outra circulação ciclónica, em 9 de junho uma área de baixa pressão formou-se sobre a Baía nordeste de Bengala, coalescendo em uma área de baixa pressão bem marcada mais tarde naquele dia. Simultaneamente, a JTWC informaria que o sistema se tornou ciclone tropical 03B depois de o seu centro de circulação de baixo nível ficar totalmente exposto na sua convecção desorganizada. O sistema enfraqueceria, tornando-se uma zona de baixa pressão sobre o Bangladesh no dia seguinte, o que levou o IMD a emitir o seu último aviso. O JTWC emitiu o seu último boletim sobre o sistema às 03:00 UTC de 10 de junho..

## Nomes das tempestades
Dentro desta bacia, um ciclone tropical recebe um nome quando se julga que atingiu a intensidade de Tempestade Ciclônica com ventos de 65 km/h. Os nomes foram selecionados por uma nova lista do Centro Meteorológico Regional Especializado em Nova Deli em meados de 2020. Não há retirada de nomes de ciclones tropicais nesta bacia, pois a lista de nomes está programada para ser usada apenas uma vez antes que uma nova lista de nomes seja elaborada. Se um ciclone tropical nomeado se mover para a bacia do Pacífico Ocidental, ele manterá seu nome original. Os próximos oito nomes disponíveis da Lista de nomes de tempestades do norte do Oceano Índico estão abaixo.
| - Mocha - Biparjoy - Tej | - Hamoon - Midhili - Michaung |

## Efeitos sazonais
Esta é uma tabela de todas as tempestades na temporada de ciclones do norte do Oceano Índico de 2023. Ele menciona todas as tempestades da temporada e seus nomes, duração, intensidades de pico de acordo com a escala de tempestades do IMD, danos e totais de mortes. Os totais de danos e mortes incluem os danos e mortes causados quando aquela tempestade foi uma onda precursora ou baixa extra-tropical. Todos os números de danos registados em 2023 estão em dólares (USD).
| Nome                | Datas ativo             | Classificação máxima                     | Velocidade de vento sustentados | Pressão              | Áreas afetadas                                                                 | Danos (USD)    | Fatalidades | Refs          |
| ------------------- | ----------------------- | ---------------------------------------- | ------------------------------- | -------------------- | ------------------------------------------------------------------------------ | -------------- | ----------- | ------------- |
| BOB 01              | 30 janeiro –2 fevereiro | Depressão                                | 45 km/h (30 mph)                | 1004 hPa (29.6 inHg) | Sri Lanka                                                                      | Nenhum         | 0           |               |
| Mocha               | 9–15 maio               | Tempestade ciclônica extremamente severa | 215 km/h (130 mph)              | 931 hPa (27.5 inHg)  | Andamão e Nicobar, Sri Lanka, Myanmar, Bangladesh, Índia, China                | $2 240 000 000 | 463         | [ 46 ] [ 26 ] |
| Biparjoy            | 6–19 junho              | Tempestade ciclónica extremamente severa | 165 km/h (105 mph)              | 958 hPa (28.3 inHg)  | Índia, Paquistão                                                               | $124 000 000   | 17          |               |
| BOB 03              | 31 julho – 3 agosto     | Depressão profunda                       | 55 km/h (35 mph)                | 988 hPa (29.2 inHg)  | Myanmar, Bangladesh, Bengala Ocidental, Jharkhand, Odisha, Bihar, Chhattisgarh | Nenhum         | 0           |               |
| ARB 02              | 30 setembro – 1 outubro | Depressão                                | 45 km/h (30 mph)                | 1000 hPa (30 inHg)   | Goa, Maharashtra, Karnataka                                                    | Nenhum         | 0           |               |
| Tej                 | 20–24 outubro           | Tempestade ciclónica extremamente severa | 175 km/h (110 mph)              | 964 hPa (28.5 inHg)  | Socotra, Iémen, Oman                                                           | Unknown        | 2           |               |
| Hamoon              | 21–25 outubro           | Tempestade ciclónica muito severa        | 120 km/h (75 mph)               | 984 hPa (29.1 inHg)  | Bangladesh, Bengala Ocidental, Mizoram                                         | $567 000 000   | 17          |               |
| Midhili             | 14–18 novembro          | Severe cyclonic storm                    | 95 km/h (60 mph)                | 996 hPa (29.4 inHg)  | Nordeste Índia, Bangladesh, Bengala Ocidental                                  | $276 000 000   | 7           |               |
| Michaung            | 1–6 dezembro            | Severe cyclonic storm                    | 100 km/h (65 mph)               | 986 hPa (29.1 inHg)  | Tamil Nadu, Andhra Pradesh, Odisha, Bengala Ocidental, Bangladesh              | Minímos        | 17          |               |
| Totais da temporada |                         |                                          |                                 |                      |                                                                                |                |             |               |
| 9 sistemas          | 30 janeiro – 6 dezembro |                                          | 215 km/h (130 mph)              | 938 hPa (27.7 inHg)  |                                                                                | $3 207 000 000 | 523         |               |